# Chorisoneura stylata
Chorisoneura stylata är en kackerlacksart som beskrevs av Morgan Hebard 1926. Chorisoneura stylata ingår i släktet Chorisoneura och familjen småkackerlackor. Inga underarter finns listade i Catalogue of Life.